# Steve Palmer (Eishockeyspieler)
Steve Palmer (* 9. August 1974 in Mississauga, Ontario) ist ein deutsch-kanadischer Eishockeyspieler. Zuletzt spielte er für die Füchse Duisburg in der DEL auf der Position des Stürmers.

## Karriere
Palmer spielte in seiner Jugend für die Clarkson University, bis er zur Saison 1996/97 nach Europa wechselte und seine Karriere beim CE Wien in der Österreichischen Bundesliga fortsetzte. Mit 50 Scorerpunkten in der ersten Spielzeit wurde der Center zur darauf folgenden Spielzeit von den Frankfurt Lions abgeworben. In seiner dritten Saison bei den Lions brachte es Palmer jedoch nur auf 22 Einsätze und wechselte zwischenzeitlich zur Saison 2000/01 in die italienische Serie A zum AS Asiago, bis er nach einem Jahr erneut einen Vertrag bei den Lions unterschrieb. Zwar absolvierte der Kanadier mit deutscher Staatsangehörigkeit in der Spielzeit 2001/02 57 Spiele für Frankfurt in der Deutschen Eishockey Liga, konnte mit 10 Treffern als Stürmer jedoch nicht überzeugen.
Als er dann zur Saison 2002/03 zum EHC Freiburg in die 2. Bundesliga wechselte und mit 81 Scorerpunkten überzeugen konnte, wurde er zwar zwischenzeitlich von Hans Zach zu den Kölner Haien geholt, doch schaffte Palmer erneut in der DEL nur fünf Treffer in 58 Spielen und kehrte anschließend wieder zum EHC Freiburg zurück. Für die Saison 2005/06 wechselte der Linksschütze zu den Straubing Tigers, mit denen er noch in der gleichen Spielzeit Zweitliga-Meister wurde. Sein Vertrag zur folgenden Spielzeit in der DEL wurde jedoch nicht verlängert.
Aus diesem Grund wechselte Steve Palmer daraufhin zu den Kassel Huskies, die im Jahr zuvor in die zweite Liga abgestiegen waren. Mit den Huskies dominierte Palmer die zweite Liga, verlor jedoch in der ersten Zweitliga-Spielzeit das Play-off-Finale und erreichten erst in der darauf folgenden Saison den Zweitliga-Meistertitel. Zu Beginn der Saison 2008/09 wurde Palmer auf Grund von Differenzen mit Trainer Stéphane Richer von den Huskies suspendiert, woraufhin er zum Ligarivalen Füchse Duisburg wechselte. Nachdem die Duisburger im Sommer 2009 Insolvenz anmelden mussten, verließ Palmer den Klub.

## Karrierestatistik
(Legende zur Spielerstatistik: Sp oder GP = absolvierte Spiele; T oder G = erzielte Tore; V oder A = erzielte Assists; Pkt oder Pts = erzielte Scorerpunkte; SM oder PIM = erhaltene Strafminuten; +/− = Plus/Minus-Bilanz; PP = erzielte Überzahltore; SH = erzielte Unterzahltore; GW = erzielte Siegtore; 1 Play-downs/Relegation; Kursiv: Statistik nicht vollständig)